# Dave Mehmet
David Nedjate Mehmet, più conosciuto con il diminutivo Dave Mehmet (Camberwell, 2 dicembre 1960 – Londra, 9 aprile 2024) è stato un calciatore inglese, di ruolo centrocampista.

## Carriera

### Giocatore
Esordisce tra i professionisti all'età di 17 anni nella stagione 1977-1978 con il Millwall, club della seconda divisione inglese; milita nei Lions per quattro stagioni consecutive, dal 1977 al 1981, per complessive 114 presenze e 5 reti in partite di campionato. In particolare, dal 1977 al 1979 gioca in seconda divisione, mentre nel biennio seguente in terza divisione. Nell'estate del 1981 si trasferisce invece negli Stati Uniti per giocare nella NASL con i T.B. Rowdies, con i quali rimane fino al termine della stagione realizzando 3 reti in 15 presenze. Passa poi al Charlton, nella seconda divisione inglese, dove realizza 2 reti in 29 partite di campionato.
In seguito gioca per un triennio al Gillingham, club di terza divisione, con cui tra il 1983 ed il 1986 mette a segno complessivamente 39 reti in 132 partite di campionato, prima di fare ritorno al Millwall. Nella sua seconda esperienza nel club viene impiegato in modo abbastanza marginale, riuscendo comunque a segnare una rete in 19 partite nell'arco di due campionati di seconda divisione, il secondo dei quali viene peraltro vinto dal club, che conquista così la prima promozione in prima divisione della sua storia. Nell'estate del 1988, dopo complessive 294 presenze e 47 reti nei campionati della Football League (tutte fra seconda e terza divisione), Mehmet, ancora ventottenne, si trasferisce ai semiprofessionisti del Fisher Athletic. Continua poi a giocare per complessive 12 stagioni a livello semiprofessionistico, in un grande numero di club tutti all'interno o comunque nelle vicinanze dell'area metropolitana di Londra, ritirandosi definitivamente nel 2000 all'età di 40 anni. Tra i club in cui milita spicca il Fisher, in cui complessivamente gioca per cinque delle dodici stagioni trascorse nelle serie minori.

### Allenatore
Dopo il ritiro ha allenato in vari club semiprofessionistici, tra cui il Fisher.

## Palmarès

### Giocatore

#### Competizioni giovanili
- FA Youth Cup: 1

Millwall: 1978-1979

#### Competizioni nazionali
- Campionato inglese di seconda divisione: 1

Millwall: 1987-1988

#### Competizioni regionali
- London Senior Cup: 1

Fisher: 1988-1989
- Southern Counties East League Cup: 1

Greenwich Borough: 1997-1998